# Accident ferroviaire de Choisy-le-Roi du 11 novembre 1900
L'accident ferroviaire de Choisy-le-Roi a eu lieu le dimanche 11 novembre 1900 en gare de cette ville du département de la Seine, lorsque vers 11 heures 15, un train express pour Nantes a percuté un train de banlieue à l'arrêt. Ses responsables présumés firent l'objet de poursuites pénales, mais bénéficièrent d'une amnistie de dernière minute dans des conditions  significatives des rapports complexes régissant les pouvoirs législatif et judiciaire.

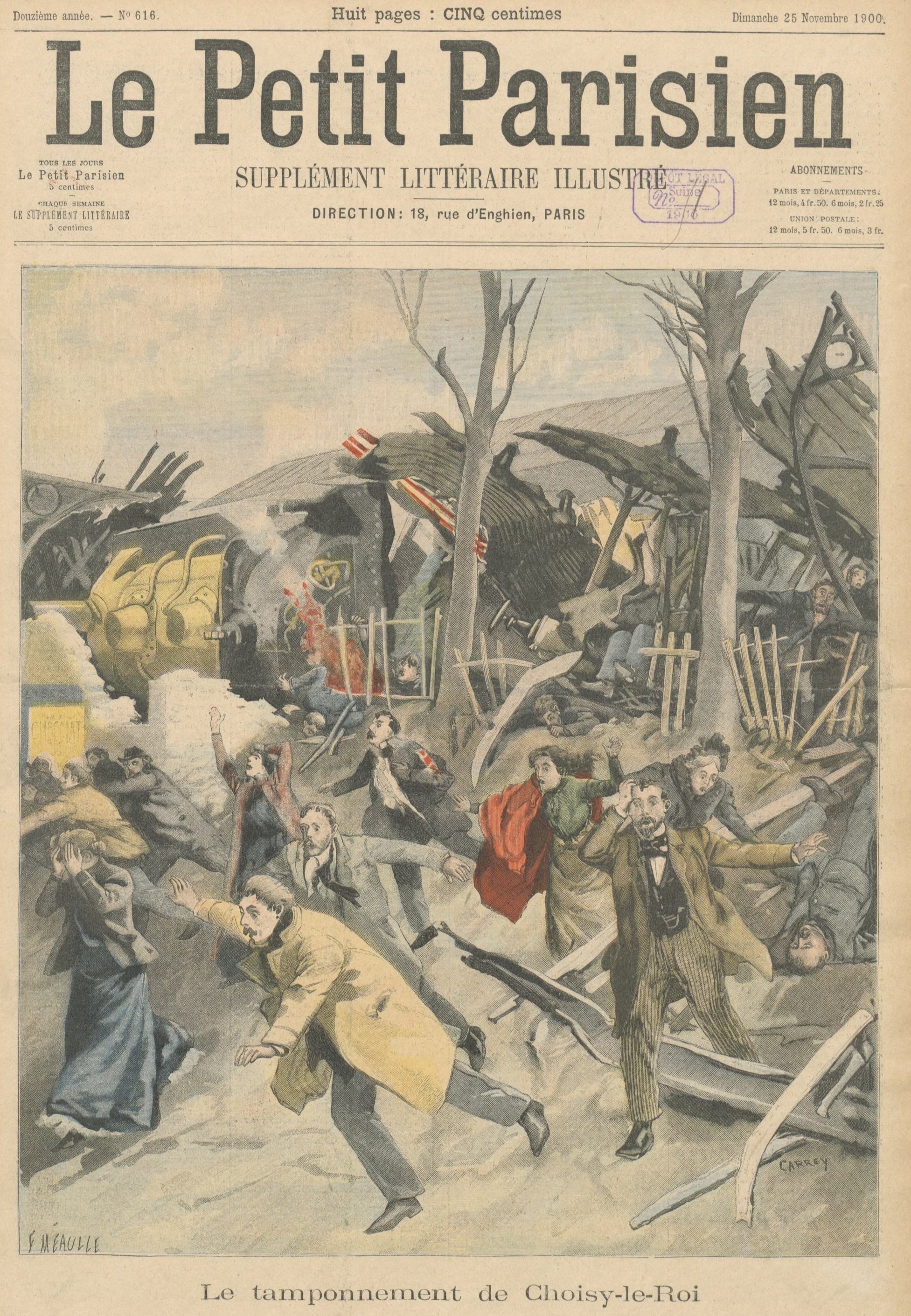
L'accident de Choisy-le-Roi du 11 novembre 1900 vu par le dessinateur du Petit Parisien (supplément littéraire illustré du 25 novembre 1900)

## Circonstances
Le dimanche 11 novembre 1900 après 11 heures, les deux seules voies de circulation desservant la gare de Choisy-le-Roi sont occupées.
Sur la voie 1, le train de banlieue 215 en provenance de Paris, parvenu à son terminus à 11 heures 07, reste à quai vide de passagers en attendant l'ouverture du signal l'autorisant à partir se garer à environ 300 mètres de là.
Sur la voie 2 adjacente, stationne le train 214 Orléans - Paris. 
Au moment même où celui-ci redémarre, survient sur la voie 1 l'express n° 9 pour Nantes, parti à 10 heures 56 de la gare de Paris-Quai d'Orsay. Malgré une tentative de freinage désespérée, sa locomotive percute à environ 70 km/h l'arrière du train 215, l'escalade en broyant son fourgon de queue et ses trois dernières voitures, avant de verser sur la gauche. Derrière elle, sous le poids du reste du convoi, son tender est projeté sur l'amoncellement des débris et retombe en écrasant le fourgon de tête et les deux voitures qui le suivent. 

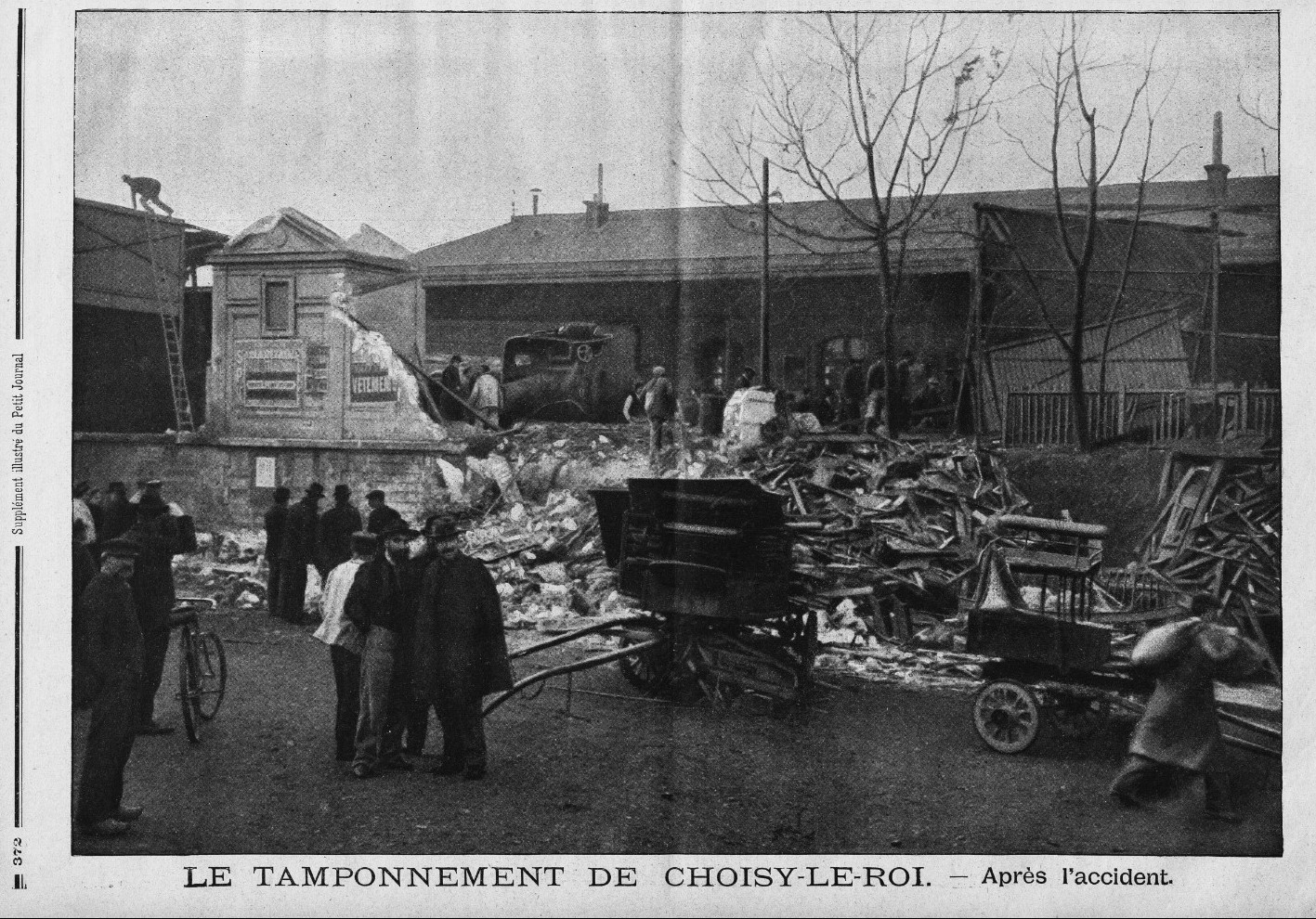
Photo de l'accident ferroviaire de Choisy-le-Roi du 11 novembre1900 publiée dans le Supplément illustré du Petit Journal du 25 novembre 1900

Dans leur dérive, les véhicules ont défoncé un mur, arraché la marquise et les fils télégraphiques et endommagé la passerelle franchissant les voies, mais le train 214, malgré des vitres et cloisons brisées sur ses dernières voitures, est parvenu à quitter la gare dévastée pour poursuivre sa route jusqu'à Paris .

## Secours et bilan
L'accident a détruit le réseau de télécommunications de la compagnie, et sa direction apprendra seulement l'accident à l'arrivée du train 214 à la gare d'Austerlitz. Toutefois, alertés par des cyclistes, la police et les services de secours sont vite sur place. Les pompiers de la ville, rejoints par ceux de la faïencerie de Choisy-le-Roi et de l'usine de la Société française du linoléum, commencent à dégager les victimes et les déposent dans la salle d'attente. De la gare d'Austerlitz est envoyé un train de secours amenant notamment le préfet de police Louis Lépine, qui prend des dispositions pour faire transférer rapidement morts et blessés à Paris par train spécial. Par la suite, le ministre des travaux publics Pierre Baudin se rendra lui aussi sur les lieux.
Des épaves enchevêtrées, on tire sept morts et une quinzaine de blessés graves, et pour évoquer leur sort selon les canons de l'époque, la presse mêlera détails morbides, pathétiques, voire tragi-comiques .
La circulation des trains est rétablie le lendemain vers 11 heures.

## Causes de l'accident
Il s'avère très vite que le responsable direct de l'accident est l'aiguilleur du poste nord de la gare, le facteur-aiguilleur Faix, qui, entendant approcher le train n° 9, l'a autorisé à accéder à la voie encore occupée par l'omnibus 215 en ouvrant le sémaphore resté jusque là fermé pour protéger le convoi en stationnement.
Dans une déclaration à la presse, le directeur général de la compagnie d'Orléans impute cette fausse manœuvre, commise par un agent jusque là irréprochable, à « un moment d'aberration » dû à « la trop grande habitude d'exécuter le même travail à la même heure », en écartant d'emblée l'hypothèse d'un éventuel surmenage. Pourtant, l'enquête établira que ce jour là, dernier dimanche d'ouverture de l'Exposition universelle, on a compté trois absents sur les six agents théoriquement prévus en gare, et que faute d'un effectif suffisant, un surcroît de travail anormal a été imposé à l'aiguilleur Faix. Il a en effet été contraint de quitter son poste à la demande du  sous-chef de gare Ravard pour assurer sur la voie 2 le service du train 214 allant d'Orléans à Paris, attendu par plus de 300 passagers, et arrivé déjà bondé avec un retard d'un quart d'heure. En dépit du temps encore perdu, on a donc dû dans l'urgence lui ajouter deux voitures supplémentaires afin de faire face à l'affluence. C'est alors que se terminaient les opérations sur ce train que s'est annoncé le n° 9, et que l'aiguilleur Faix, perturbé par l'accumulation de ses tâches, lui a donné précipitamment voie libre, après avoir mal interprété la position d'un disque de signalisation
.

## Suites

### Réaction parlementaire et mesures correctrices immédiates
Dès le lendemain, à la Chambre; les députés Jules Coutant-d'Ivry, Jean Argeliès et Laurent Amodru déposent une demande d'interpellation, qui viendra en discussion le 17 novembre. Lors des débats, la plupart des intervenants, renouvelant les critiques déjà émises moins d'un an auparavant à l'occasion de l'accident de Juvisy, imputeront celui de Choisy-le-Roi au retard de la compagnie d'Orléans à quadrupler les voies entre Paris et Étampes, alors que l'accroissement du trafic l'exige de longue date et que le personnel en nombre insuffisant ne peut assurer la sécurité de l'exploitation.
Dans sa réponse, le ministre des travaux publics, Pierre Baudin, souscrit lui aussi à cette analyse, et indique que dès le 13 novembre, il a mis en demeure la compagnie d'Orléans de procéder immédiatement à deux modifications essentielles jusqu'à la mise en service du quadruplement : « 1° Lorsque deux trains partent de Paris à moins de trente minutes d'intervalle, leur marche devra être tracée de manière qu'ils conservent entre eux la même distance sur tout le parcours
2° Les postes sémaphoriques de block situés sur cette même section devront être occupés en permanence par des agents spécialement affectés à ce service
.
Afin de se conformer à cette injonction l'obligeant à augmenter les temps de parcours en banlieue de tous ses trains, la compagnie modifiera ses horaires peu de temps après.
Le débat s'étendant aussi à la question des personnes responsables, le ministre va même jusqu'à évoquer pour l'avenir une possible mise en jeu de la responsabilité pénale des sociétés anonymes gérant les chemins de fer. Dans l'immédiat, tous les intervenants, constatant que la justice de l'époque tend habituellement à restreindre le champ des poursuites aux seuls agents subalternes, estiment qu'« il faut frapper plus haut », notamment lorsque, comme c'est le cas ici, leur faute est liée à une insuffisance de personnel, et demandent l'extension des poursuites aux cadres supérieurs des compagnies.

### Ouverture de poursuites judiciaires
Saisi de l'accident de Choisy-le-Roi, le parquet n'hésitera pas à remonter dans la chaîne des causalités en mettant aussi en cause les chefs de service jugés responsables du comportement du facteur-aiguilleur Faix. Ainsi, seront également inculpés avec lui d'homicide et blessures involontaires le sous-chef de gare Ravard, qui l'a fait quitter son poste pour l'envoyer au train 214, ainsi que ses trois supérieurs hiérarchiques, le chef de gare Gravon, l'inspecteur ordinaire de l'exploitation Palisson et l'inspecteur en chef de l'exploitation de Maublanc de Boisboucher, qui ont établi ou validé pour le jour du drame un tableau de service prévoyant des effectifs insuffisants. À l'ouverture du procès devant la 9ème chambre du tribunal correctionnel de Paris, le 24 décembre 1900, l'avocat de Faix, le député radical socialiste Émile Chauvin, notant que jusqu'ici dans les affaires d'accident de chemin de fer on tendait à n'impliquer que de modestes employés, déclarera qu'il a « vu avec plaisir » que le juge d'instruction et le parquet ont « rompu avec ce vieil usage ».
Cependant, par pure coïncidence, l'action pénale contre les cinq inculpés a été engagée à un moment où s'achèvent au Parlement les débats sur une loi d'amnistie, qui sera promulguée le 28 décembre 1900.
Malgré une circulaire du Garde des sceaux recommandant aux tribunaux d'ajourner les procès susceptibles de relever de cette loi, celui de l'accident de Choisy-le-Roi s'ouvira bien le 24 décembre et les juges examineront le fond de l'affaire. Toutefois, au terme de péripéties juridiques complexes dues notamment à l'opposition du parquet, les prévenus finiront par échapper à la condamnation.

### Étapes de l'extinction des poursuites

#### Extension progressive d'une loi d'amnistie
Après l'Affaire Dreyfus, depuis 1898, un souci d'apaisement et de réconciliation nationale semble prévaloir au Parlement, et le 8 juin 1899, à la Chambre, un député,  M. Gerville-Réache dépose une proposition de loi d'amnistie de tous les faits délictueux ou criminels s'y rattachant. Au fil des débats à la Chambre et au Sénat, des amendements parlementaires ou gouvernementaux étendent progressivement le champ d'application de la future amnistie à d'autre cas sans rapport avec son objet initial. Ainsi y a-t-on notamment ajouté des infractions en matière de chemin de fer prévues par deux textes, l'article 63 de l'ordonnance du 15 novembre 1846 (sanctionnant les comportements fautifs des voyageurs) et l'article 21 de l'ordonnance du 15 juillet 1845 (réprimant les contraventions à la police des chemins de fer).
Les délits poursuivis dans l'instance sur l'accident ne sont pas visés, mais cinq jours avant l'ouverture du procès, sur proposition du député Julien Goujon, également avocat, le 19 décembre 1900, la Chambre étend in extremis le champ de l'amnistie à « tous les délits et contraventions prévus par les lois et ordonnances relatives la police des chemins de fer et des tramways ».
Opposé à une amnistie susceptible de heurter l'opinion publique, le représentant du parquet, dans son réquisitoire introductif d'instance, tente de contourner la nouvelle rédaction du texte en adoptant une démarche juridiquement contestable, qui échouera.

#### Vaine tentative d'alternative aux poursuites
Le substitut Boulloche propose au tribunal correctionnel deux fondements possibles aux poursuites.
- D'une part le fondement normal en cas d'accident ferroviaire, celui de l'article 19 de la loi du 15 juillet 1845 sur la police des chemins de fer, inséré dans un titre III intitulé « Des mesures relatives à la sûreté de la circulation sur les chemins de fer », selon lequel « Quiconque par maladresse, imprudence, inattention, négligence ou inobservation des lois ou règlements aura involontairement causé sur un chemin de fer ou dans les gares ou stations un accident qui aura occasionné des blessures sera puni de huit jours à six mois d'emprisonnement et d'une amende de 50 à 1,000 francs. Si l'accident a occasionné la mort d'une ou plusieurs personnes, l'emprisonnement sera de six mois à cinq ans et l'amende de 500 à 3,000 francs ».
- D'autre part un fondement alternatif, celui du Code pénal dans ses articles 319[30] et 320[31].

Ce second fondement, compte tenu de son caractère général, ne risque pas, à la différence du premier, d'entrer dans le champ de l'amnistie à venir. Cependant, il ne peut légalement être invoqué, comme le fera à juste titre remarquer le chroniqueur judiciaire Henri Varennes, car lorsque existe une législation pénale spéciale régissant la matière, celle-ci doit toujours prévaloir.
Le Tribunal considérera donc que les poursuites ne peuvent être engagées que sur la base de l'ordonnance de 1845, et qu'à ce titre, les faits concernés sont susceptibles d'être amnistiés.
Encore faut-il, toutefois, qu'ils n'entrent pas dans le champ des exclusions expressément prévues par cette loi, ce qui soulève une nouvelle difficulté.

#### Cas d'exclusion équivoques
La loi d'amnistie précise dans son article 2 qu'elle ne s'applique pas dans quatre cas d'infractions, et notamment (3°), pour « les délits et contraventions » aux ordonnances sur les chemins de fer, aux délinquants  
« qui auront été constitués plusieurs fois en contravention dans un délai de deux années, ceux qui auront été l'objet de procès-verbaux pour lesquels les pénalités encourues ou prononcées, amende et confiscation, y compris les décimes, sont supérieures à huit cents francs (800 fr.) ».
Si l'on s'en tient à la stricte lettre de ce texte, il signifie que sont exclus du bénéfice de l'amnistie d'une part certains récidivistes, d'autre part les auteurs d'infractions punies d'une amende dépassant 800 francs. C'est ce que soutient le substitut Boulloche, invoquant à l'appui de cette interprétation une déclaration du rapporteur de la loi allant dans le même sens lors des travaux préparatoires à la Chambre.
Cette lecture relevant apparemment de l'évidence présente cependant l'inconvénient de prêter au législateur une totale inconséquence. En effet, le droit pénal spécial des chemins de fer prévu par les ordonnances de 1845 et 1846 ne comprenant que des peines supérieures à 800 francs d'amende, on voit mal comment la loi peut rationnellement ouvrir un droit dans son article 1-7° et le supprimer aussitôt dans son article 2-3°.
Cette fâcheuse impression d'incohérence législative peut en revanche être dissipée si l'apparente contradiction du texte résulte seulement d'une simple imperfection de sa rédaction, comme le soutiennent les avocats des prévenus. En effet, il semble plausible qu'en dépit d'une formulation inadaptée, ses auteurs aient conçu la récidive et le montant de l'amende comme deux conditions cumulatives, et non alternatives. Ainsi, les infractions à la police des chemins de fer seraient amnistiées, sauf lorsqu'elles ont été réitérées durant deux ans et sont sanctionnées d'une pénalité de plus de 800 francs.

#### Interprétation favorable aux prévenus
Il faudra plusieurs semaines au tribunal correctionnel de Paris pour trancher entre ces deux interprétations, chacune révélant la faillibilité du législateur.
Après l'ouverture du procès le 24 décembre, la 9ème chambre procède par renvois successifs, aux 7, puis 14, puis 21 janvier.
Entretemps, la 11e chambre du même tribunal, saisie du même problème d'interprétation de la loi à l'occasion de poursuites contre un voyageur sans billet, et estimant « nécessaire de rechercher, en présence de ces dispositions ambiguës et inconciliables, quelle a dû être la véritable pensée du législateur », a décidé de trancher la question,  en jugeant, contre les réquisitions du parquet de la Seine, que l'exclusion du bénéfice de l'amnistie ne concerne que les délinquants auteurs dans un délai de deux ans de plusieurs infractions assorties de pénalités de plus de 800 francs.
Le 21 janvier, la 9e chambre s'alignera sur cette solution en déclarant l'action publique éteinte contre les cinq prévenus en vertu de la loi d'amnistie. 
Le procès pénal sur l'accident de Choisy-le-Roi ne pouvant avoir lieu, les victimes qui s'y étaient porté partie civile doivent désormais saisir les juridictions civiles en vue de leur indemnisation.